# Jan Fuglset
Jan Fuglset (Molde, 1º ottobre 1945) è un allenatore di calcio ed ex calciatore norvegese, di ruolo attaccante.

## Biografia
È il fratello di Tor Fuglset.

## Carriera

### Giocatore

#### Club
Fuglset iniziò la carriera con la maglia del Molde. Una delle sue imprese più ricordate, con questa maglia, fu l'aver segnato tutte le 6 reti con cui la sua squadra superò lo Strømsgodset, nell'ultima giornata del campionato 1976: questo successo permise al Molde di raggiungere la salvezza e, al contrario, condannò il Godset alla retrocessione. Queste 6 marcature sono, tuttora, il record di gol segnati in un solo incontro da un calciatore della massima divisione norvegese.
Fuglset giocò poi per il Fredrikstad, per poi tornare al Molde, ove chiuse la carriera nel 1982.

#### Nazionale
Vestì, in 20 circostanze, la maglia della Norvegia, con 5 reti all'attivo. Debuttò il 17 giugno 1970, nella vittoria per 2-0 sulla Finlandia. Il 26 maggio 1971 arrivò la prima rete, nel 3-1 sull'Islanda.

### Allenatore
Fu allenatore del Molde dal 1982 al 1984 e dal 1992 al 1993. Dal 1987 al 1988, ricoprì lo stesso incarico al Træff.